# Gigi (1958)
Gigi ist ein US-amerikanisches Filmmusical des Regisseurs Vincente Minnelli aus dem Jahr 1958. Vorlage war der erstmals 1945 erschienene Kurzroman Gigi von Colette; der Stoff kam bereits 1951 als Schauspiel an den Broadway. Der Film Gigi wurde zu einem großen Publikumserfolg und gewann neun Oscars, darunter die Auszeichnung als bester Film. Frederick Loewe und Alan Jay Lerner erarbeiteten später eine Adaption für die Bühne, die 1973 Premiere am Broadway hatte.

## Handlung
Um 1900, das Paris der Belle Époque. Honoré Lachaille, Mitglied einer reichen und berühmten Familie, erzählt dem Publikum die Geschichte vom Aufwachsen eines „kleinen Mädchens“ namens Gigi: Die junge Gigi kommt aus einer Familie, in der die Frauen traditionell zur Kurtisane erzogen werden. Ihre Erziehung übernimmt ihre Großmutter Madame Inez Alvarez; auch erhält sie gelegentlich Unterricht von ihrer Großtante Alicia, die es als Mätresse von reichen Männern zu Wohlstand gebracht hat. Gigi hat jedoch keine Ahnung von den Plänen ihrer Verwandten für ihre Zukunft. Unterdessen ist Gaston, der Neffe von Honoré Lachaille, von dem dekadenten und lustvollen Leben der Pariser Oberschicht eher gelangweilt. Zwar gilt er ebenso wie sein Onkel als Frauenheld, doch wirklich genießen tut er nur die Besuche bei Madame Alvarez und ihrer Enkeltochter Gigi. Gaston freut sich zwar am Umgang mit Gigi, sieht in ihr aber nicht mehr als ein kleines, nicht ernst zu nehmendes Kind.
Gaston findet heraus, dass seine Geliebte Liane ihn mit ihrem Eislauflehrer Sandomir betrogen hat. Er möchte sich auf das Land zurückziehen, doch sein Onkel besteht darauf, dass er in Paris bleibt und noch mehr Feiern besucht, um keinerlei Schwäche zu zeigen. Nach einigen Wochen kann sich der von den vielen Feiern gelangweilte Gaston loseisen, um einen Abend bei Gigi und ihrer Großmutter zu verbringen. Während sie mit Gaston Karten spielt, wettet Gigi, dass er mit ihr und ihrer Großmutter übers Wochenende ans Meer fahren muss, wenn er verliert. Gaston verliert die Wette, und die drei fahren nach Trouville an die See. Während der Urlaubsreise nach Trouville stellt sich heraus, dass Honoré Lachaille und Madame Alvarez selbst einst eine Liebesbeziehung miteinander hatten, ehe sie „nur“ gute Freunde wurden. Unterdessen findet Gaston an Gigi Gefallen, sie reißt ihn mit ihrer Spontanität und Jugend aus seiner Langeweile.
Nachdem das Wochenende vorbei ist, reist Gaston ohne Erklärung für längere Zeit nach Monte Carlo ab. Nun soll Gigi allerdings nach dem Willen der Großmutter und ihrer Großtante Alicia endlich erwachsen werden. Die beiden planen, dass Gigi zur Mätresse von Gaston wird, und ihr hierfür Benehmen und Etikette der Oberschicht beigebracht werden sollen. Die perfektionistische Großtante Alicia versteht die Liebe als Kunst und versucht dies auch Gigi beizubringen, denn als zukünftige Kurtisane ist sie auf gute Liebeskünste angewiesen. Gigi hat Gaston jedoch bislang eher als großen Bruder begriffen.
Als Gaston zurückkehrt, ist er zunächst irritiert, als Gigi sich – durch ihren Unterricht bei ihrer Großtante – auf einmal kultiviert und erwachsen verhält. Schließlich möchte er Gigi doch ausführen, aber Madame Alvarez sagt ihm, dass es den Ruf von Gigi kosten könne, wenn sie mit ihm ohne Begleitung in der Öffentlichkeit auftritt. Verärgert stürmt Gaston hinaus. Er denkt über Gigi nach und muss feststellen, dass er ein romantisches Verlangen für sie entwickelt hat. Obwohl er aufgrund ihres jungen Alters zögert, erkennt Gaston, dass er Gigi liebt. Er handelt mit Madame Alvarez ein großzügiges „Geschäftsabkommen“ vor, damit Gigi seine Mätresse wird. Gigi, von ihrer plötzlichen Zukunft als Mätresse überrumpelt, lehnt zum vollkommenen Unverständnis ihrer Großtante ab. Als Gaston ihr offenbart, dass er sie liebt, schimpft Gigi mit ihm und sagt, wenn er sie wirklich liebe, würde er sie niemals dem unsicheren Leben einer Mätresse aussetzen. Später schickt sie nach Gaston und sagt ihm, dass sie lieber mit ihm unglücklich wäre als ohne ihn, und stimmt der Vereinbarung zu.
Für ihren ersten gemeinsamen Auftritt gehen Gaston und Gigi in das Maxim’s. Gigi ist in der Rolle der Kurtisane perfekt, was Gaston verärgert. Nachdem er ihr ein teures Smaragdarmband geschenkt hat, wird er unruhig angesichts der Aufmerksamkeit, die ihnen zuteilwird. Honoré beglückwünscht Gaston zu seiner neuen Kurtisane und bemerkt, dass Gigi so reizend ist, dass sie ihn wahrscheinlich „monatelang“ unterhalten wird. Gaston besteht auf einmal darauf, dass sie sofort gehen. Er liebt Gigi zu sehr, um sie dem unsteten Leben einer Mätresse auszusetzen, und so bittet er Madame Alvarez um die Hand von Gigi. Zum Schluss landet die Handlung wieder bei Honoré Lachaille als Erzähler, der auf Gigi und Gaston zeigt, die glücklich in einer Kutsche vorbeifahren.

## Hintergrund
Im Verlauf des Filmes werden von den Darstellern Leslie Caron, Maurice Chevalier, Louis Jourdan, Hermione Gingold und John Abbott insgesamt zwölf Lieder gesungen. Insbesondere das von Maurice Chevalier gesungene Anfangslied „Thank Heaven for Little Girls“ wurde weltberühmt und als Gag in dem Film Wag the Dog eingesetzt. Leslie Caron nahm die Gesangsnummern von Gigi zwar auf, jedoch wurde ihre Stimme später vom Tondouble Betty Wand synchronisiert. Als Titellied diente das von Louis Jourdan gesungene „Gigi“, in dem er sich über seine Liebe für Gigi klar wird.
Die deutsche Erstaufführung fand am 18. Dezember 1958 statt, die erste Ausstrahlung im deutschen Fernsehen am 22. Juni 1972 in der ARD.
Auf dem Cover des Pink-Floyd-Albums Ummagumma haben die Graphiker die Gigi-Filmmusik-LP gut sichtbar platziert, um bei den Käufern falsche Hör-Erwartungen zu wecken (Red Herring).

## Synchronisation
Die deutsche Synchronisation entstand 1958 in den deutschen Ateliers von MGM.
| Rolle            | Schauspieler      | Dt. Synchronstimme  |
| ---------------- | ----------------- | ------------------- |
| Gigi             | Leslie Caron      | Heidemarie Theobald |
| Honore Lachaille | Maurice Chevalier | Walther Suessenguth |
| Gaston Lachaille | Louis Jourdan     | Ottokar Runze       |
| Madame Alvarez   | Hermione Gingold  | Roma Bahn           |
| Tante Alicia     | Isabel Jeans      | Agi Prandhoff       |
| Liane d’Exelmans | Eva Gabor         | Ilse Kiewiet        |
| Sandomir         | Jacques Bergerac  | Horst Niendorf      |
| Manuel           | John Abbott       | Benno Hoffmann      |

## Auszeichnungen
Bei der Oscarverleihung 1959 wurde Gigi in allen neun Kategorien, in denen er nominiert worden war, auch ausgezeichnet. Nämlich in den Kategorien Bester Film, Beste Regie, Bestes adaptiertes Drehbuch, Beste Kamera (Farbfilm), Bestes Szenenbild, Bestes Kostümdesign, Bester Schnitt, Bester Song („Gigi“) und Beste Filmmusik (Musical). Damit gehört er zu den erfolgreichsten Filmen bei einer Oscarverleihung.
Golden Globes gab es 1959 in den Kategorien Bestes Musical, Beste Regie und Beste Nebendarstellerin.
Außerdem wurde die Musik von Gigi mit einem Grammy ausgezeichnet. 1991 wurde der Film in das National Film Registry aufgenommen.

## Kritiken
Gigi war bei seiner Veröffentlichung im Jahr 1958 ein Kritiker- und Publikumserfolg. Heute wird der Stoff des Films – ein deutlicher älterer Mann soll eine Jugendliche als Mätresse nehmen – in Rückschau mitunter kritischer betrachtet. Auf dem Kritikerportal Rotten Tomatoes hält der Film eine Kritikerwertung von 88 % bei 77 Rezensionen (Stand Juni 2024). Der Kritikerkonsens lautet: „Es ist vielleicht nicht einer von Minnellis besten Filmen, aber das charmante und fehlerlos gespielte Gigi besitzt genug visuelle und musikalische Vorzüge, um zu unterhalten.“

„Auf vergnügliche Unterhaltung angelegte Neuverfilmung des Romans der Colette; das frivole Thema wird gemildert durch die beschwingte Musical-Form und das charmante Spiel von Leslie Caron.“

„Nach dem gleichnamigen Roman von Colette drehte Musical-Meister Vincente Minnelli (‘Ein Amerikaner in Paris’) diese schwungvolle Musikkomödie, die 1958 mit neun Oscars (u. a. für den besten Film) gekrönt wurde. Dank wunderbarer Songs und einer charmant aufspielenden Leslie Caron ist dies beste Unterhaltung.“

„Charmantes Musical […] exquisit gefilmt, perfekt besetzt und mit einprägsamer Musik von Lerner und Loewe (Wertung: Vier von vier Sternen)“